# Британская почта в Бангкоке
Британская почта в Бангкоке — почтовая служба, которую учредили и обслуживали британские власти в 1858—1885 годах в Бангкоке. При этом в обращении применялись особые почтовые марки с надпечаткой для Бангкока (помимо марок некоторых других эмитентов).

## Ранние почтовые отправления
Самые ранние известные почтовые отправления из Бангкока относятся к 1836 году, когда американский миссионер Дэн Бич Брэдли направил письмо своему отцу в конверте без марки.

## Британская консульская почта

### Отделение в Бангкоке
Британское консульское почтовое отделение в Бангкоке было открыто Великобританией в 1858 году в результате договора, подписанного между Великобританией и Сиамом (ныне Таиланд) 18 апреля 1855 года. Организация почты последовала в ответ на запросы со стороны иностранных купцов и миссионеров. Отделение закрылось 1 июля 1885 года, в день присоединения Сиама к Всемирному почтовому союзу и учреждения им собственной регулярной почтовой службы.
В этот период значительная часть корреспонденции из Бангкока отправлялась дипломатической почтой в Сингапур для последующей международной пересылки. Входящие почтовые отправления, доставленные пароходами, хранились в почтовом отделении, и получатели приходили и забирали их самостоятельно.

### Почтовые штемпели
Вследствие отправки почты из Бангкока через Сингапур на большей части таких почтовых отправлений стоят гашения почтовым штемпелем Сингапура.
Затем уже в самом Бангкоке стал применяться номерной штемпель с номером «В 172», пока в 1883 году не был введён круглый почтовый штемпель диаметром 30 мм с надписью англ. «Bangkok» («Бангкок») и датой. При этом наибольшая часть исходящих почтовых отправлений по-прежнему направлялась через почтовую систему в Сингапуре для пересылки европейским адресатам.

### Почтовые марки
Изначально в Бангкоке и на всей территории колонии Стрейтс-Сетлментс использовались индийские почтовые марки. Это продолжалось до 1867 года, когда впервые были выпущены почтовые марки Стрейтс-Сетлментса, которые и стали применяться для оплаты отправлений из Бангкока.
В 1881 году почётный почтмейстер Гарднер пожаловался, что ему должна быть выплачена компенсация за увеличение объёма порученной ему работы. Тогда было принято решение удерживать часть доходов от продажи почтовых марок. Это привело к тому, что в августе 1882 года на марках Стрейтс-Сетлментса была сделана надпечатка английской буквы «B» («Б»), означающей Бангкок, для их использования в этом городе.
Всего в период 1882—1885 годов были выпущены 23 почтовые марки с надпечаткой.
Кроме того, в бангкокском почтовом отделении продавались некоторые марки Сянгана (Гонконга), которые употреблялись на протяжении всего этого времени для оплаты почтовых отправлений, пересылаемых в Гонконг или через Гонконг китайским, японским, а также американским адресатам. Известны также несколько британских почтовых марок, погашенных в Бангкоке.
После закрытия почтового отделения в июле 1885 года известны случаи использования почтовых марок с надпечаткой «B» в других местах. Примером может служить конверт письма, отправленного из Сингапура в декабре 1887 года с наклеенными почтовыми марками Стрейтс-Сетлментса как с надпечаткой, так и без неё.
За всё время было продано 50 тысяч таких почтовых марок.
Существуют многочисленные подделки почтовых марок с надпечаткой «B».